# Western & Southern Open 2016
Western & Southern Open 2016, také známý pod názvem Cincinnati Masters 2016, byl společný tenisový turnaj mužského okruhu ATP World Tour a ženského okruhu WTA Tour, hraný v areálu Lindner Family Tennis Center na otevřených dvorcích s tvrdým povrchem DecoTurf. Konal se mezi 15. až 23. srpnem 2016 v  americkém městě Mason, ležícím přibližně 35 kilometrů od centra ohijského Cincinnati. Událost probíhala jako 115. ročník mužského a 88. ročník ženského turnaje.
Mužská polovina byla, po grandslamu, zařazena do druhé nejvyšší kategorie okruhu ATP Masters 1000 a její dotace činila 5 004 505 amerických dolarů. Ženská část s rozpočtem 2 804 00 dolarů patřila do kategorie WTA Premier 5. Turnaj představoval součást severoamerické Emirates Airline US Open Series 2016.
Nejvýše nasazenými hráči v soutěžích dvouher se staly světové dvojky, Skot Andy Murray a Němka Angelique Kerberová. Jako poslední přímá účastnice do dvouhry nastoupil 51. hráč pořadí Francouz Nicolas Mahut a 41. žena klasifikace Lesja Curenková z Ukrajiny.
Obhájci singlových trofejí Roger Federer a Serena Williamsová se před začátkem turnaje odhlásili. Švýcar pro předčasné ukončení sezóny v červenci 2016 a Američanka v důsledku zánětu ramene.
Premiérovou trofej z turnajů ATP World Tour Masters 1000 získal chorvatský tenista Marin Čilić, jenž se do té doby na těchto turnajích nikdy nedostal přes čtvrtfinále. Z ženské dvouhry si první trofej z turnaje WTA Premier 5 odvezla česká hráčka Karolína Plíšková, pro niž to byl šestý kariérní singlový titul na okruhu WTA. Mužského debla ovládl chorvatsko-brazilský pár Ivan Dodig a Marcelo Melo, jenž tak vybojoval druhou trofej v probíhající sezóně a šestou společnou, respektive čtvrtou ze série Masters. Ženskou čtyřhru pak opanovala nově složená indicko-česká dvojice Sania Mirzaová a Barbora Strýcová, jejíž členky na prvním společném turnaji neztratily v pěti zápasech ani set.

## Rozdělení bodů a finančních odměn

### Rozdělení bodů
| Soutěž       | vítězové | finalisté | semifinalisté | čtvrtfinalisté | 16 v kole | 32 v kole | 64 v kole | Q  | Q2 | Q1 |
| ------------ | -------- | --------- | ------------- | -------------- | --------- | --------- | --------- | -- | -- | -- |
| dvouhra mužů | 1000     | 600       | 360           | 180            | 90        | 45        | 10        | 25 | 16 | 0  |
| čtyřhra mužů | 1000     | 600       | 360           | 180            | 90        | 0         | —         | —  | —  | —  |
| dvouhra žen  | 900      | 585       | 350           | 190            | 105       | 60        | 1         | 30 | 20 | 1  |
| čtyřhra žen  | 900      | 585       | 350           | 190            | 105       | 5         | —         | —  | —  | —  |

### Finanční odměny
| Soutěž       | vítězové | finalisté | semifinalisté | čtvrtfinalisté | 16 v kole | 32 v kole | 64 v kole | Q2     | Q1     |
| ------------ | -------- | --------- | ------------- | -------------- | --------- | --------- | --------- | ------ | ------ |
| dvouhra mužů | $834 000 | $409 270  | $205 980      | $104 740       | $54 390   | $28 675   | $15 480   | $3 570 | $1 820 |
| dvouhra žen  | $515 000 | $247 320  | $123 665      | $58 390        | $29 320   | $15 205   | $12 205   | $3 230 | $1 960 |
| čtyřhra mužů | $258 500 | $126 550  | $63 470       | $32 580        | $16 840   | $8 890    | —         | —      | —      |
| čtyřhra žen  | $147 700 | $74 600   | $36 670       | $18 590        | $9 415    | $4 650    | —         | —      | —      |

## Dvouhra mužů

### Nasazení
| Stát                         | Hráč                  | ATP | Nasazení |
| ---------------------------- | --------------------- | --- | -------- |
| Spojené království           | Andy Murray           | 2.  | 1.       |
| Švýcarsko                    | Stan Wawrinka         | 4.  | 2.       |
| Španělsko                    | Rafael Nadal          | 5.  | 3.       |
| Kanada                       | Milos Raonic          | 6.  | 4.       |
| Japonsko                     | Kei Nišikori          | 7.  | 5.       |
| Česko                        | Tomáš Berdych         | 8.  | 6.       |
| Francie                      | Jo-Wilfried Tsonga    | 9.  | 7.       |
| Rakousko                     | Dominic Thiem         | 10. | 8.       |
| Francie                      | Gaël Monfils          | 11. | 9.       |
| Španělsko                    | David Ferrer          | 12. | 10.      |
| Belgie                       | David Goffin          | 13. | 11.      |
| Chorvatsko                   | Marin Čilić           | 14. | 12.      |
| Francie                      | Richard Gasquet       | 15. | 13.      |
| Austrálie                    | Nick Kyrgios          | 16. | 14.      |
| Španělsko                    | Roberto Bautista Agut | 17. | 15.      |
| Španělsko                    | Feliciano López       | 18. | 16.      |
| Žebříček ATP k 8. srpnu 2016 |                       |     |          |

### Jiné formy účasti
Následující hráči obdrželi divokou kartu do hlavní soutěže:
- Jared Donaldson
- Taylor Fritz
- Reilly Opelka
- Fernando Verdasco

Následující hráči postoupili z kvalifikace:
- Nikoloz Basilašvili
- Malek Džazírí
- John Millman
- Júiči Sugita
- Jiří Veselý
- Michail Južnyj
- Mischa Zverev

Následující hráči postoupili z kvalifikace jako tzv. šťastný poražený:
- Adrian Mannarino

### Odhlášení
před zahájením turnaje
- Novak Djoković (poranění zápěstí) → nahradil jej Andreas Seppi
- Roger Federer (rpředčasné ukončení sezóny) → nahradil jej Vasek Pospisil
- Philipp Kohlschreiber → nahradil jej Pablo Carreño Busta
- Andrej Kuzněcov → nahradil jej Nicolás Almagro
- Gilles Müller → nahradil jej Nicolas Mahut
- Jack Sock → nahradil jej Borna Ćorić
- Janko Tipsarević → nahradil jej Adrian Mannarino

v průběhu turnaje
- Gaël Monfils (zranění zad)

### Skrečování
- Borna Ćorić
- Alexandr Dolgopolov (zranění zad)

## Mužská čtyřhra

### Nasazení
| Stát                                                                                  | Hráč                  | Stát     | Hráč           | ATP | Nasazení |
| ------------------------------------------------------------------------------------- | --------------------- | -------- | -------------- | --- | -------- |
| Francie                                                                               | Pierre-Hugues Herbert | Francie  | Nicolas Mahut  | 3.  | 1.       |
| USA                                                                                   | Bob Bryan             | USA      | Mike Bryan     | 11. | 2.       |
| Spojené království                                                                    | Jamie Murray          | Brazílie | Bruno Soares   | 12. | 3.       |
| Chorvatsko                                                                            | Ivan Dodig            | Brazílie | Marcelo Melo   | 14. | 4.       |
| Nizozemsko                                                                            | Jean-Julien Rojer     | Rumunsko | Horia Tecău    | 23. | 5.       |
| Kanada                                                                                | Daniel Nestor         | Kanada   | Vasek Pospisil | 26. | 6.       |
| Indie                                                                                 | Rohan Bopanna         | Rumunsko | Florin Mergea  | 29. | 7.       |
| Jižní Afrika                                                                          | Raven Klaasen         | USA      | Rajeev Ram     | 34. | 8.       |
| Žebříček ATP k 8. srpnu 2016; číslo je součtem žebříčkového postavení obou členů páru |                       |          |                |     |          |

### Jiné formy účasti
Následující páry obdržely divokou kartu do hlavní soutěže:
- Brian Baker /  Ryan Harrison
- Eric Butorac /  Taylor Fritz

### Odhlášení
před zahájením turnaje
- Sam Querrey (zranění zad)
- Stan Wawrinka (onemocnění)

v průběhu turnaje
- Milos Raonic (onemocnění)

## Ženská dvouhra

### Nasazení
| Stát                         | Hráčka                     | WTA | Nasazení |
| ---------------------------- | -------------------------- | --- | -------- |
| USA                          | Serena Williamsová         | 1.  | 1.       |
| Německo                      | Angelique Kerberová        | 2.  | 2.       |
| Rumunsko                     | Simona Halepová            | 3.  | 3.       |
| Španělsko                    | Garbiñe Muguruzaová        | 4.  | 4.       |
| Polsko                       | Agnieszka Radwańská        | 5.  | 5.       |
| Itálie                       | Roberta Vinciová           | 8.  | 6.       |
| Rusko                        | Světlana Kuzněcovová       | 10. | 7.       |
| Slovensko                    | Dominika Cibulková         | 11. | 8.       |
| Španělsko                    | Carla Suárezová Navarrová  | 12. | 9.       |
| Spojené království           | Johanna Kontaová           | 13. | 10.      |
| Česko                        | Petra Kvitová              | 14. | 11.      |
| Švýcarsko                    | Timea Bacsinszká           | 15. | 12.      |
| Švýcarsko                    | Belinda Bencicová          | 16. | 13.      |
| Austrálie                    | Samantha Stosurová         | 17. | 14.      |
| Česko                        | Karolína Plíšková          | 18. | 15.      |
| Rusko                        | Anastasija Pavljučenkovová | 19. | 16.      |
| Ukrajina                     | Elina Svitolinová          | 20. | 17.      |
| Žebříček WTA k 8. srpnu 2016 |                            |     |          |

### Jiné formy účasti
Následující hráčky obdržely divokou kartu do hlavní soutěže:
- Louisa Chiricová
- Christina McHaleová
- Serena Williamsová

Následující hráčky postoupily z kvalifikace:
- Tímea Babosová
- Annika Becková
- Kateryna Bondarenková
- Eugenie Bouchardová
- Alizé Cornetová
- Varvara Flinková
- Darja Gavrilovová
- Kurumi Naraová
- Alison Riskeová
- Donna Vekićová
- Čang Šuaj
- Čeng Saj-saj

Následující hráčky postoupily z kvalifikace jako tzv. šťastné poražené:
- Misaki Doiová
- Viktorija Golubicová
- Johanna Larssonová
- Cvetana Pironkovová

#### Odhlášení
před zahájením turnaje
- Jelena Jankovićová → nahradila ji Anna Karolína Schmiedlová
- Petra Kvitová (poranění pravé dolní končetiny)[1] → nahradila ji Viktorija Golubicová
- Jekatěrina Makarovová (změna programu)[1] → nahradila ji Johanna Larssonová
- Mónica Puigová (poranění zad)[1] → nahradila ji Cvetana Pironkovová
- Sloane Stephensová → nahradila ji Lesja Curenková
- Serena Williamsová (poranění ramene)[1] → nahradila ji Misaki Doiová

### Skrečování
- Alizé Cornetová

## Ženská čtyřhra

### Nasazení
| Stát                                                                                    | Hráčka             | Stát             | Hráčka                 | WTA | Nasazení |
| --------------------------------------------------------------------------------------- | ------------------ | ---------------- | ---------------------- | --- | -------- |
| Francie                                                                                 | Caroline Garciaová | Francie          | Kristina Mladenovicová | 7.  | 1.       |
| Čínská Tchaj-pej                                                                        | Čan Chao-čching    | Čínská Tchaj-pej | Čan Jung-žan           | 12. | 2.       |
| Maďarsko                                                                                | Tímea Babosová     | Kazachstán       | Jaroslava Švedovová    | 17. | 3.       |
| Švýcarsko                                                                               | Martina Hingisová  | USA              | Coco Vandewegheová     | 26. | 4.       |
| Německo                                                                                 | Julia Görgesová    | Česko            | Karolína Plíšková      | 28. | 5.       |
| USA                                                                                     | Raquel Atawová     | USA              | Abigail Spearsová      | 34. | 6.       |
| Indie                                                                                   | Sania Mirzaová     | Česko            | Barbora Strýcová       | 40. | 7.       |
| Čína                                                                                    | Sü I-fan           | Čína             | Čeng Saj-saj           | 40. | 8.       |
| Žebříček WTA k 8. srpnu 2016; číslo je součtem žebříčkového postavení obou členek páru. |                    |                  |                        |     |          |

### Jiné formy účasti
Následující páry obdržely divokou kartu do hlavní soutěže:
- Belinda Bencicová /  Kirsten Flipkensová
- Lauren Davisová /  Varvara Lepčenková
- Darja Gavrilovová /  Darja Kasatkinová

#### Odhlášení
v průběhu turnaje
- Kiki Bertensová (onemocnění)
- Carla Suárezová Navarrová (zranění levé nohy)

## Přehled finále

### Mužská dvouhra
- Marin Čilić vs.  Andy Murray, 6–4, 7–5

### Ženská dvouhra
- Karolína Plíšková vs.  Angelique Kerberová, 6–3, 6–1

### Mužská čtyřhra
- Ivan Dodig /  Marcelo Melo vs.  Jean-Julien Rojer /  Horia Tecău, 7–6(7–5), 6–7(5–7), [10–6]

### Ženská čtyřhra
- Sania Mirzaová /  Barbora Strýcová vs.  Martina Hingisová /  Coco Vandewegheová, 7–5, 6–4